# Рада Киркович
Рада Панчова Гугова-Киркович е българска учителка и общественичка, родена в Копривщица, първата учителка в Девическото училище в града.

## Биография
След началното училище в родния си град продължава образованието си в пансион в Киев. Там завършва със златен медал и се завръща в България, където започва работа като учител.
Заедно със съпруга си д-р Кирко Киркович се премества в София (1873 – 1876), а по-късно двамата живеят и в Русия.
След Освобождението (1878) учителства в Пловдив, Пирдоп и Копривщица. Преподава в Девическата гимназия в София и е директор на Софийското девическо стопанско училище „Мария Луиза“ (1896 – 1901).
Член е на изборните училищни настоятелства на основните и прогимназиални училища в София.

## Дарителски фонд „Рада Киркович“
Рада Киркович на 30 ноември 1928 г. завещава на БАН 50 000 за образуването на фонд на нейно име. Академията приема дарението и на 20 декември 1928 г. образува фонд „Рада Киркович“. Наградите се връчват на всеки две години за публикуван (отделно или в списание) труд – на научна или художествена литература, написана от българка. Към януари 1951 г. капиталът на фонда е 125 178 лв. През 1951 г. с Държавен указ всички фондации и благотворителни дружества са задължени да ликвидират дейността си и да предадат имуществото и парите си на държавата.
| От   | Носител               | Труд                                                             |
| ---- | --------------------- | ---------------------------------------------------------------- |
| 1931 | Вера Иванова          | „Стари църкви и монастири“                                       |
| 1933 | Фани Попова-Мутафова  | „Жената на приятеля ми“, „Момина скала“, „Солунският чудотворец“ |
| 1935 | Евдокия Петева-Филова | „Шивични паралели“, „Емфеници“                                   |
| 1938 | Мария Бръчкова        | „Die Muschel in der antiken Kust“                                |
| 1940 | Цветана Вранска       | „Апокрифите за Богородица и българската народна песен“           |

## Издания
- Киркович, Рада. Спомени.   София, Печатница „Камбана“, 1927. с. 70.